# David Alroy
David Alroy, auch David Alrui, eigentlich Menachem ben Suleiman Al-Ruhi, (* 12. Jahrhundert in Amediye, Kurdistan) war ein jüdischer Gelehrter und Pseudomessias.

## Leben
David Alroy studierte in Bagdad an der Jeshiva Ga'on Ja'aqov und war „in der Tora Jisra'els, in der Halacha, im Talmud und in allen Wissenschaften der Muslime ... bewandert“. In Amediye erhob er sich gegen den Herrscher Persiens und versuchte, die Juden der Region zu sammeln, um Jerusalem zu befreien und „sie aus der Knechtschaft der Nichtjuden herauszuführen“. Er wurde in der Stadt Tabarik in Persien gefangengesetzt. Auf wundersame Weise von dort entkommen, ging er nach Amediye zurück. Angeblich wurde er von seinem Schwiegervater im Schlaf ermordet.
Benjamin Disraeli schrieb über Alroy den 1833 erschienenen Roman The Wondrous Tale of Alroy.